# 小林毅
小林 毅（こばやし つよし）は日本のゲームクリエイター。バンダイナムコスタジオ所属。

## 主な作品
- 風のクロノア(PS,1997年) - ゲームデザイナー
- 風のクロノア2 〜世界が望んだ忘れもの〜（PS2,2001年）- ディレクター
- 風のクロノア 〜夢見る帝国〜(Wii U GBA,2001年) - プロデューサー
- クロノアビーチバレー 最強チーム決定戦!(PS,2002年) - プロデューサー
- クロノアヒーローズ 伝説のスターメダル(GBA,2002年) - プロデューサー
- スターフォックス アサルト(GC,2005年) - プロデューサー
- ディズニーマジックキャッスル (3DS,2013年) - プロデューサー
- ゴッドイーターリザレクション(PS4,2015年) - チーフプロデューサー
- CODE VEIN(PS3 Xbox1,2019年) - チーフプロデューサー